# Bassim Abbas
Pour les articles homonymes, voir Abbas.
Bassim Abbas Gatea Al-Ogaili est un footballeur international irakien né le 1er juillet 1982 qui évolue au poste de défenseur. Il a remporté la coupe d'Asie 2007 avec sa sélection. Il joue actuellement au Konyaspor dans le championnat turc.

## Statistiques

### En club
| Saison    | Club           | Pays    | Championnat | Championnat | Championnat |
| Saison    | Club           | Pays    | Division    | Matchs      | Buts        |
| --------- | -------------- | ------- | ----------- | ----------- | ----------- |
| 2009-2010 | Diyarbakırspor | Turquie | Süper Lig   | 19          | 0           |
| 2010-2011 | Konyaspor      | Turquie | Süper Lig   | 17          | 0           |

## Palmarès

### En club
Il est Champion d'Irak en 2002 et vainqueur de la Coupe d'Irak en 2002 et 2003 avec le Talaba SC.
Avec Umm Salal SC, il remporte la Coupe du Qatar en 2008.

### En sélection
Avec l'Irak, il remporte la Coupe d'Asie des nations en 2007 en battant l'Arabie Saoudite en finale et Champion d'Asie de l'Ouest en 2002.